# LFK NG
LFK NG (tyska: Lenkflugkörper Neue Generation, ungefär ”Nya generationens robotvapen”) är en lätt luftvärnsrobot med kort räckvidd som är under utveckling av Diehl BGT Defence och MBDA Tyskland för att användas av tyska armén inom ramen för det nya luftvärnssystemet SysFla. Roboten avses användas för att bekämpa både helikoptrar, stridsflygplan, UAVer samt missiler förutom ballistiska robotar och kommer även kunna integreras i andra luftvärnssystem. LFK NG kommer använda en nyutvecklad högupplöst infraröd målsökare och tack vare en datalänk kommer roboten kunna avfyras mot mål som inte är synliga från avfyrningsstället.